# Кириченко, Дмитрий Владимирович
Дмитрий Владимирович Кириченко (род. 16 июня 1987, Ключи, Камчатская область) — российский волейболист, либеро.

## Спортивная карьера
Волейболом начал заниматься в 10 лет у Александра Германовича Нечаева в городе Лабинск (Краснодарский край), куда переехал вместе с родителями вскоре после рождения.
Первым профессиональным клубом стало «ГУВД-Динамо», на тот момент выступавшее в Высшей лиге «А».
В 2006 году в составе юниорской сборной России выиграл золото чемпионата Европы. В 2007 с этой же командой завоевал серебро молодежного чемпионата мира.
В 2007-м перешел в нижневартовский «Югра-Самотлор», за который выступал в течение двух сезонов, затем состоялся первый «приход» в уфимский «Урал» — всего на один год.
С 2010 по 2013 гг. Дмитрий играл за клуб «Ярославич», после чего вернулся в «Урал» на 7 сезонов.
С 2020 года выступает за «Динамо-ЛО».